# La Roche-Posay
La Roche-Posay é uma comuna francesa na região administrativa da Nova Aquitânia, no departamento de Vienne. Estende-se por uma área de 35,31 km². Em 2010 a comuna tinha 1 588 habitantes (densidade: 45 hab./km²).

## Cidades Limítrofes
| Coussay-les-Bois | Lésigny           | Yzeures-sur-Creuse (37) |
| Leigné-les-Bois  | La Roche-Posay    | Yzeures-sur-Creuse (37) |
| Pleumartin       | Vicq-sur-Gartempe | Yzeures-sur-Creuse (37) |

## Economia
La Roche-Posay é uma pequena estação termal que vive do turismo.

## Administração
René Barre (candidato independente) já foi reeleito prefeito por quatro vezes:
1. 1989 - 1995
2. 1995 - 2001
3. 2001 - 2008
4. 2008 - 2014